# Локально компактное пространство
Локально компактное пространство — топологическое пространство, у каждой точки которого существует открытая окрестность, замыкание которой компактно. Иногда используется более слабое определение: достаточно чтобы каждая точка имела компактную окрестность (открытость окрестности здесь не предполагается). В случае хаусдорфова пространства эти определения эквивалентны.

## Примеры
- Любое компактное пространство локально компактно.
- Любое евклидово пространство {\displaystyle \mathbb {R} ^{n}} локально компактно. Это следует из леммы Гейне — Бореля, а также из того факта, что произведение конечного числа компактных пространств компактно.
- Однако никакое бесконечномерное нормированное пространство не является локально компактным.
- Любое топологическое многообразие локально компактно.
- Дискретные пространства локально компактны (иногда их называют многообразиями размерности 0), при этом бесконечные дискретные пространства не являются компактными.
- Любое замкнутое подмножество локально компактного пространства локально компактно.

## Свойства
Локально компактное хаусдорфово пространство является вполне регулярным пространством.
Одноточечная компактификация топологического пространства {\displaystyle X} хаусдорфова тогда и только тогда, когда {\displaystyle X} локально компактно и хаусдорфово.
Подпространство X локально компактного хаусдорфова пространства локально компактно тогда и только тогда, когда существуют замкнутые подмножества A и B, такие что {\displaystyle X=A\backslash B}. Из этого следует, что плотное подмножество локально компактного хаусдорфова пространства локально компактно тогда и только тогда, когда оно открыто. Более того, если подпространство произвольного хаусдорфова пространства локально компактно, то его можно записать в виде разности двух замкнутых подмножеств; обратное утверждение в этом случае уже неверно.
Произведение семейства топологических пространств локально компактно тогда и только тогда, когда все пространства из семейства локально компактны и все они, возможно за исключением конечного числа, компактны.
Образ локально компактного пространства при непрерывном открытом отображении на хаусдорфово пространство локально компактен.
Факторпространства локально компактных хаусдорфовых пространств являются компактно порождёнными. Обратно, любое компактно порождённое хаусдорфово пространство является факторпространством некоторого локально компактного хаусдорфова пространства.

## Локально компактные группы
Определение локальной компактности особенно важно при изучении топологических групп, так как на любой хаусдорфовой локально компактной группе можно ввести меру Хаара, позволяющую интегрировать функции на этой группе. Мера Лебега на {\displaystyle \mathbb {R} } является частным случаем меры Хаара.
Группа, двойственная по Понтрягину к абелевой топологической группе A, локально компактна тогда и только тогда, когда A локально компактна. Более точно, категория локально компактных абелевых групп является самодвойственной относительно двойственности Понтрягина. Локально компактные абелевы группы применяются в гармоническом анализе, один из современных разделов которого основывается на их изучении.